# District de Neufchâtel
Le district de Neufchâtel est une ancienne division territoriale française du département de la Seine-Inférieure de 1790 à 1795.
Il était composé des cantons de Neufchatel, Aumale, Bellencombre, Blangy, Forges, Foucarmont, Gaillefontaine, Londinieres et Saint Saens.